# 讓-弗朗索瓦·塞奧多
讓-弗朗索瓦·塞奧多（法語：Jean-François Théodore，1946年12月5日—2015年5月18日）是一名法國企業家，泛歐交易所總裁、董事長兼執行長、紐約泛歐證券交易所副執行長兼策略主管和泛歐交易所董事會主席。

## 早年生活和教育
1946年12月5日，塞奧多出生於巴黎的公務員家庭。他曾就讀於巴黎政治學院和著名的國家行政學院，並獲得巴黎大學法學學士學位。

## 職業生涯
塞奧多的職業生涯始於經濟和財政部國庫司，從1974年工作到1989年。在此期間，他擔任過多個職位：1980年至1982年，他擔任非洲國家和法郎區辦公室主任；1982年至1984年，他擔任法國外商投資和法國海外投資辦公室主任；1984年至1986年 ，他擔任信貸機構副主任；1986年至1990年，他擔任副主任兼金融與控股部主任，與让-克洛德·特里谢一起負責大型私有化活動。
1990年，塞奧多成為當時法國主要的現金金融市場法國證券交易所（SBF）的主席兼執行長。在他的領導下，SBF實現了轉型和現代化，將交易轉移到電子平台。在SBF任職期間，他繼續積極參與歐洲金融和證券交易所事務。1993年至1994年，他擔任國際證券交易所聯盟（FIBV）主席，1998年至2000年，他擔任歐洲證券交易所聯合會主席。
經過歐元後，塞奧多認為合併是金融市場的未來。在他的努力下，1999年，法國多個市場（MATIF、MONEP、New Market）合併為一家公司，即巴黎證券交易所。
他接下來的工作重點是組成一個新的泛歐交易所，並將歐洲金融市場轉向更現代化的結構。 2000年，前巴黎、布魯塞爾和阿姆斯特丹國家交易所合併，成立泛歐交易所。據估計，在泛歐交易所市場上市的股票總價值為2.2兆美元，當時幾乎是法蘭克福德意志交易所（1.4兆美元）的兩倍。以市值計算，它成為歐洲第二大證券交易所。2001年，塞奧多領導泛歐交易所成為一家上市公司。2002年，在他的領導下，泛歐交易所擊敗倫敦證券交易所，收購了倫敦國際金融期貨交易所衍生性商品交易所，該交易所當時是歐洲第二大衍生性商品市場同年，泛歐交易所將里斯本證券交易所納入集團，成為第一家泛歐交易所，業務遍及5個國家。
在歐洲進行整合之後，紐約證券交易所努力組成第一個跨大西洋證券市場，即後來的紐約泛歐交易所。這項計畫於2006年宣布，並於2007年實現。
2009年，他從泛歐交易所退休，但繼續指導交易所進行策略併購。
他的同事、金融市場專家和媒體都指出，他的努力和成就與其說是為了個人經濟利益，不如說是為了實現他對公司和市場的願景目標。他的成功和成就的速度部分歸功於他謙虛的態度、不傲慢和堅定的信念。他被描述為具有高盧人的冷靜和魅力，謹慎、耐心並非常注重細節。

## 榮譽
- 歐洲工商管理學院跨文化領導獎（2007年）[18][19]

## 個人生活
1976年，塞奧多與皮膚科醫生克勞迪娜（Claudine）結婚。他們有三個孩子。2014年9月，他被診斷出患有腦瘤，並於2015年5月18日去世，享年68歲。